# Nüszl László
Nüszl László (Temesvár, 1938. június 29. – Marosvásárhely, 1997. március 2.) erdélyi magyar orvos, bőr- és nemi beteggyógyász szakorvos, szakíró.

## Életútja
Szülővárosa Magyar Vegyes Líceumában érettségizett (1955), orvosi oklevelét a marosvásárhelyi OGYI-ban szerezte (1961). Itt kezdte pályáját: 1963-tól gyakornok, 1968-tól tanársegéd, az orvostudományok doktora (1971), bőrgyógyász főorvos (1972), majd 1975-től adjunktus, a nemi betegségeket megelőző és leküzdő megyei bizottság koordináló főorvosa és a megyei Onkológiai Bizottság tagja. 1990-től egyetemi előadótanár a Bőr- és Nemi betegségek Klinikáján.
Tudományos közleményei romániai és külföldi folyóiratokban jelentek meg román, magyar, német és angol nyelven, ezekben a bőrvirózisokkal, bőrgombásodásokkal, a lábszárfekéllyel és a nemi betegségekkel foglalkozott. Kőnyomatos egyetemi jegyzetek társszerzője, így a Curs de dermato-venerologie (1979) és a Bőr- és nemi gyógyászat (1980) esetében. A bőr és a tapintás c. ismeretterjesztő írását a TETT (1986/1) közölte.